# Théophile Tilmant
Théophile (Joseph Alexandre) Tilmant (Valenciennes, 9 de julio de 1799-Asnières,  7 de mayo de 1878) fue un violinista y director de orquesta francés. Fue el socio fundador de la Sociedad de Conciertos del Conservatorio en 1828, convirtiéndose en director y vicepresidente el 5 de mayo de 1860, retirándose de la Société el 17 de noviembre de 1863.

## Biografía
Tilmant fue socio fundador de la Société des Concerts (Sociedad de Conciertos del Conservatorio) en 1828, convirtiéndose en chef y vicepresidente el 5 de mayo de 1860 y retirándose de la Société el 17 de noviembre de 1863. En el Conservatorio Nacional Superior de Música y Danza de París, fue alumno de Kreutzer y tocó en la orquesta de la Opéra-Comique y la orquesta de la Opéra (viola de 1824 y violín de 1826 a 1838). También dirigió la orquesta del Théâtre-Italien y de los Concerts du Gymnase. Fue director principal de la Ópera Cómica de 1849 a 1868. Dirigió los estrenos de Le caïd de Ambroise Thomas el 3 de enero de 1849, Le toréador de Adolphe Adam el 18 de mayo de 1849, Galathée de Victor Massé el 14 de abril de 1852, Le Sourd ou l'Auberge Pleine de Adam el 2 de febrero de 1853, Les noces de Jeannette por Massé el 4 de febrero de 1853, L'étoile du nord el 16 de febrero de 1854 y Mignon por Thomas el 17 de noviembre de 1866.Tilmant recibió la Legión de Honor en 1861.